# Aitor Zubieta
Aitor Zubieta Albarrazin, llamado Zubieta (Echarri-Aranaz, Navarra, 29 de marzo de 1984) es un ex-pelotari español de pelota vasca en la modalidad de mano.
Como profesional hizo su debut en primera categoría en el Campeonato de Euskadi del Cuatro y Medio 2007. Fue precisamente en el año de su debut en el mano parejas en 2010 cuando logró su primera txapela como profesional, formando pareja con Xala.
Actualmente trabaja como profesor de matemáticas y Informática en Salvatierra (Álava).
En el 2015 llegó a la final del Parejas junto a Berasaluze VIII.
El 14 de junio de 2017 anunció su retirada debido a lesiones en sus rodillas.

## Finales de mano parejas
| Año  | Campeones               | Subcampeones              | Tanteo | Frontón |
| ---- | ----------------------- | ------------------------- | ------ | ------- |
| 2010 | Xala - Zubieta          | González - Laskurain      | 22-14  | Ogueta  |
| 2015 | Bengoetxea VI - Untoria | Berasaluze VIII - Zubieta | 22-7   | Bizkaia |